# Jørgen Gry
Jørgen Gry (Kopenhagen, Danska, 19. svibnja 1915. —  Egebæksvang, Helsingør, Danska, 18. srpnja 1993.) je bivši danski hokejaš na travi.
Na hokejaškom turniru na Olimpijskim igrama 1936. u Berlinu je igrao za Dansku. Danska je ispala u 1. krugu, s jednom neriješenom i jednim porazom je bila zadnja, treća u skupini "B". 
Te 1936. je igrao za klub Orient København.

## Vanjske poveznice
- Profil na Sports Reference.com  Arhivirana inačica izvorne stranice od 19. svibnja 2011. (Wayback Machine)